# 阿利皮·科斯塔迪诺夫
阿利皮·科斯塔迪诺夫（捷克語：Alipi Kostadinov，1955年4月16日—），捷克男子自行车运动员。他曾代表捷克斯洛伐克参加1980年夏季奥林匹克运动会自行车比赛，获得男子团体计时赛铜牌。